# Halictus tuckeri
Halictus tuckeri är en biart som beskrevs av Heinrich Friese 1925. Halictus tuckeri ingår i släktet bandbin, och familjen vägbin. Inga underarter finns listade i Catalogue of Life.